# 한헌수
한헌수(1959년 1월 1일~)는 대한민국의 숭실사이버대학교 제6대 총장이다.
광주 살레시오고등학교와 숭실대학교를 졸업하고 연세대학교에서 석사학위를 받았으며 남캘리포니아 주립대학교에서 공학박사 학위를 받았다. 1992년부터 숭실대학교에서 근무하면서 어학원장, 이부부장, 로봇연구소장, IT대학장을 거쳐 2012년 12월 7일에 열린 이사회를 통해 제13대 숭실대학교 총장으로 선임되었다.

## 학력
- 살레시오고등학교 졸업
- 숭실대학교 전자공학과[2]
- 연세대학교 일반대학원 전자공학 석사
- 서던캘리포니아대학교 컴퓨터공학 박사

## 경력
- 2021년~: 제6대 숭실사이버대학교 총장
- 2014년~: 통일한국세움재단 이사
- 1992년~: 숭실대학교 IT대학 정보통신전자공학부 교수
- 2015년~2017년: 한국대학봉사협의회 회장
- 2013년~2017년: 안익태기념재단 이사장
- 2013년~2017년: 제13대 숭실대학교 총장
- 2013년~2017년: 제4대 숭실사이버대학교 총장